# Klarälven
Il Klarälven ("il fiume chiaro" in svedese) è un fiume lungo 460 km della Svezia e della Norvegia. In territorio norvegese è conosciuto con il nome Trysilelva o Femundelva.
Il sistema fluviale combinato Klarälven-Göta älv (quest'ultimo emissario del Vänern), lungo 720 km, rappresenta il fiume più lungo della Scandinavia. I due fiumi sono caratterizzati anche dal più ampio bacino idrografico nella stessa area (includendo quello di tutti i corsi d'acqua che si riversano nel lago Vänern), pari a 50 229 km², di cui 42 468 km² in Svezia e 7 761 km² in Norvegia.

## Corso del fiume

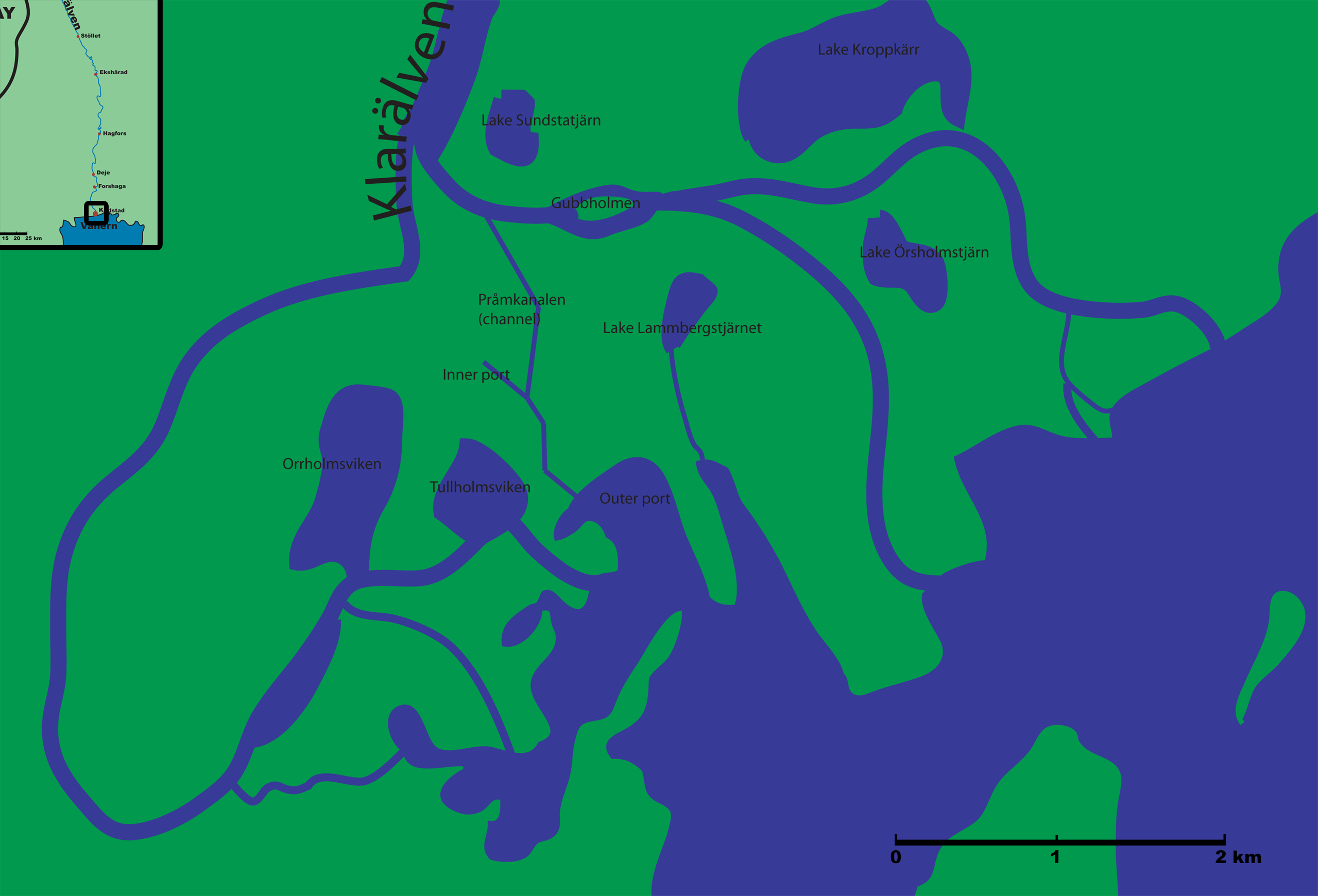
Il complesso delta del Klarälven nel lago Vänern.

Il Klarälven nasce come emissario del lago Rogen nella provincia di Härjedalen, in Svezia. Scorre poi nella contea norvegese di Innlandet per immettersi nel lago Femund. Le acque del fiume escono come emissario del lago dall'estremità meridionale per rientrare in territorio svedese. Il tratto compreso tra i laghi Femund e Isteren è chiamato Gløta.
Il tratto norvegese del fiume è chiamato Trysilelva o Femundelva alternativamente nei comuni di Engerdal e Trysil, sebbene il primo sia il nome generalmente adoperato nella nomenclatura ufficiale.
In territorio svedese il Klarälven scorre interamente nella contea di Värmland fino a sfociare nella parte settentrionale del lago Vänern. A sua volta il Vänern si scarica nel fiume Göta älv che infine raggiunge il Kattegat a Göteborg.
A partire dall'era glaciale, il delta del Klarälven si è gradualmente spostato da Forshaga fino a Karlstad, dove sfocia attualmente. La ragione sta nel fatto che i sedimenti trasportati dal fiume spostano continuamente la linea della costa settentrionale del Vänern verso sud. Tali sedimenti sono originati principalmente per erosione dei meandri, origine a sua volta delle numerose lanche presenti lungo il corso del fiume.
L'isolotto Gubbholmen, situato nel centro di Karlstad, è stato anch'esso generato dalla deposizione dei sedimenti che in primavera raggiunge le 5 000 tonnellate al giorno. L'isolotto è parte del delta del Klarälven, attualmente formato da due bracci principali e otto minori.

## Economia

### Energia idroelettrica
Attualmente il Klarälven riveste un'importanza di primo piano per la generazione di energia idroelettrica. Lungo il corso del fiume sorgono diverse centrali idroelettriche, da sud verso nord:
- Forshaga,
- Dejefors, 20 MW,
- Munkfors, 33 MW,
- Skymnäsforsens a Skymnäsfors, 17 MW,
- Forshult, 20 MW,
- Krakerud, 22 MW,
- Skogaforsens, 15 MW,
- Edsforsens, 9 MW
- Höljes, 130 MW.

### Turismo
Recentemente il Klarälven è divenuto meta per gli appassionati di pesca sportiva, per via dell'abbondanza di salmoni e trote. Nel 1997 è stata istituita una scuola superiore specializzata nella formazione professionale di guide turistiche in questo settore.
La popolazione di pesci nel corso d'acqua è tuttavia diminuita a partire dal 1991, quando la fluitazione per il trasporto del legname è stata interrotta. Si è evinto infatti che tale attività non solo non nuocesse alla popolazione dei pesci ma addirittura ne beneficiasse in quanto limitava la proliferazione della vegetazione costiera.
Il Klarälven è noto inoltre per il canoismo e per il rafting, oltre ad offrire diverse rive idonee alla balneazione.

### Fluitazione

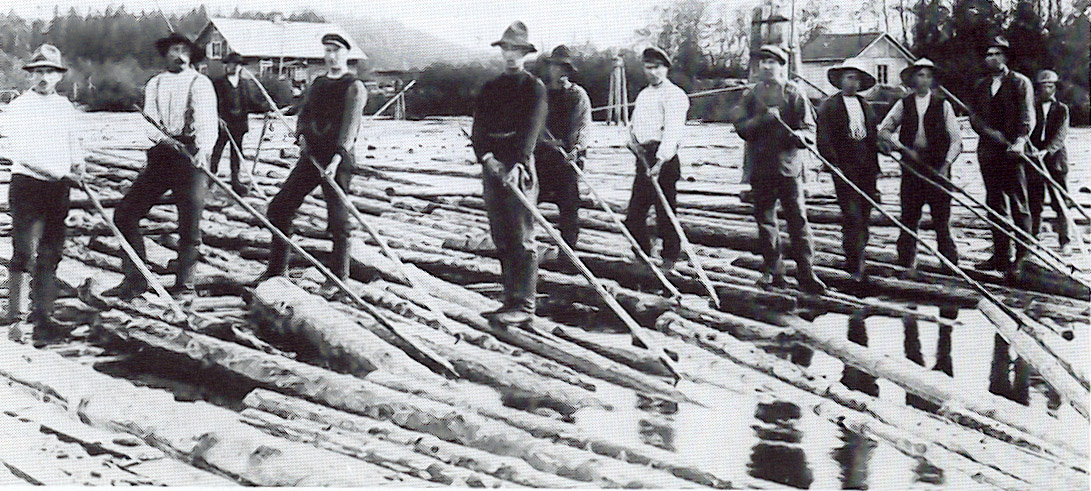
Zattieri sul Klarälven a Forshaga nel 1918.

I primi documenti che testimoniano l'attività di trasporto fluviale del legname sul Klarälven risalgono al XVII secolo, sebbene la fluitazione raggiunse livelli significativi solo all'inizio del XX secolo. I tronchi venivano fatti galleggiare dalla località dove venivano tagliati fino a Forshaga. Da qui i tronchi venivano riuniti in strutture simili a recinzioni, identificati e trainati fino alle destinazioni finali, tipicamente a Karlstad.
La fluitazione lungo il corso del Klarälven ha impiegato fino a 1 500 lavoratori stagionali, i quali erano assunti dalle aziende che si occupavano del trasporto del legname, ma venivano pagati dai proprietari delle cartiere o delle foreste. Attualmente una soltanto delle zattere utilizzate per il trasporto del legname è ancora funzionante, ed è utilizzata come attrazione turistica.
Dopo il termine delle attività nel 1991, le attrezzature vennero vendute all'asta. La maggior parte di queste furono comprate dal comune di Forshaga per rifornire il locale museo sulla fluitazione. Con la chiusura della fluitazione sul Klarälven, terminò ufficialmente la pratica del trasporto del legname nell'intera Svezia.